# XS (Perl)
XS (от англ. «eXternal Subroutine») — это макроязык интерфейса  внешних функций языка программирования Perl, через который программа на языке Perl может вызывать подпрограмму на C или C++.
Макроязык XS описывает интерфейс функций и служит для согласования модели вызова Perl-функций с моделью вызова C-функций, что включает в себя преобразование типов и манипуляции с размещением аргументов функций и возвращаемых значений. Каждую отдельно описанную функцию в интерфейсе принято называть XSUB.
XS используется в тех случаях, когда требуется сделать обёртку или интерфейс к существующим C-библиотекам для использования в Perl.

## Описание
В программировании на Perl интерфейс между Perl и другими языками также называется расширением. Популярным языком интерфейса, используемым в программировании на Perl, является XS. Язык XS используется в файле описания интерфейса для создания расширенного интерфейса между Perl и кодом на C или C++. Интерфейс XS компонуется с некоторыми библиотеками для создания новой библиотеки, которая может быть либо динамически, либо статически связана с Perl. Описание интерфейса пишется на макроязыке XS и является ключевым компонентом интерфейса расширения Perl.
XSUB формирует основную единицу для интерфейса XS и представляет собой прямой перевод между C/C++ и Perl, поэтому он сохраняет интерфейс. После того, как интерфейс XSUB скомпилирован с использованием компилятора xsubpp, он обеспечивает прямое сопоставление между кодом Perl и C и "склеивает" их вместе.

## История появления
Библиотеки подпрограмм в Perl называются модулями, а модули, содержащие XSUB, называются модулями XS. Perl предоставляет основу для разработки, упаковки, распространения и установки таких модулей.
Появление XS вызвано необходимостью написания подпрограмм, которые выполняют задачи с очень интенсивным использованием ЦП и/или оперативной памяти, взаимодействуют с оборудованием или низкоуровневыми системными средствами, существующими библиотеками подпрограмм на C.

## Обёртки
Можно писать модули XS, которые обертывают код C++. В основном это вопрос настройки системы сборки модулей.

## Пример создания XS-модуля
Ниже показан XS-модуль, который предоставляет функцию concat() для объединения двух строк (то есть эквивалентная оператору Perl .).
```
#define PERL_NO_GET_CONTEXT

#include
 
"EXTERN.h"

#include
 
"perl.h"

#include
 
"XSUB.h"

SV
*
 
_do_sv_catsv
 
(
pTHX_
 
SV
*
 
one_sv
,
 
SV
*
 
two_sv
 
)
 
{

    
SV
*
 
one_copy
 
=
 
newSVsv
(
one_sv
);

    
sv_catsv
(
one_copy
,
 
two_sv
);

    
return
 
one_copy
;

}

```

```
MODULE
 
=
 
Demo
::
XSModule
      
PACKAGE
 
=
 
Demo
::
XSModule

SV
*

concat
 
(
SV
*
 
one_sv
,
 
SV
*
 
two_sv
)

    
CODE
:

        
SV
*
 
to_return
 
=
 
_do_sv_catsv
(
 
aTHX_
 
one_sv
,
 
two_sv
 
);

        
RETVAL
 
=
 
to_return
;

    
OUTPUT
:

        
RETVAL

```

Первые четыре строки (операторы #define и #include) являются стандартным шаблоном.
После этого следует любое количество простых функций C, которые вызываются локально.
Секция, которая начинается с MODULE = Demo::XSModule, определяет интерфейс Perl для этого кода, используя фактический язык макросов XS. Обратите внимание, что код C в секции CODE: вызывает функцию чистого C _do_sv_catsv(), которая была определена в предыдущей секции.
Документация Perl объясняет значение и назначение всех «специальных» символов (например, aTHX_ и RETVAL), показанных выше.
Чтобы сделать этот модуль доступным для Perl, его необходимо скомпилировать. Инструменты сборки, такие как ExtUtils::MakeMaker, могут делать это автоматически. (Для сборки вручную: инструмент xsubpp анализирует модуль XS и выводит исходный код C; этот исходный код затем компилируется в общую библиотеку и помещается в каталог, где Perl может его найти.) Код Perl затем использует для загрузки и компиляции XS-модуля XSLoader. На этом этапе Perl может вызвать Demo::XSModule::concat('foo', 'bar') и получить обратно результат в виде строки foobar, как если бы concat() сам был написан на Perl.
Обратите внимание, что для создания интерфейсов Perl к уже существующим С-библиотекам, инструмент h2xs может автоматизировать большую часть создания самого файла XS.

## Сложности
Создание и сопровождение модулей XS требует опыта работы с самим C, а также с обширным C API Perl. Модули XS могут быть установлены только в том случае, если доступны компилятор C и файлы заголовков, с которыми был скомпилирован интерпретатор Perl. Кроме того, новые версии Perl могут нарушить бинарную совместимость, требуя перекомпиляции модулей XS.